# Orkiestra Vita Activa

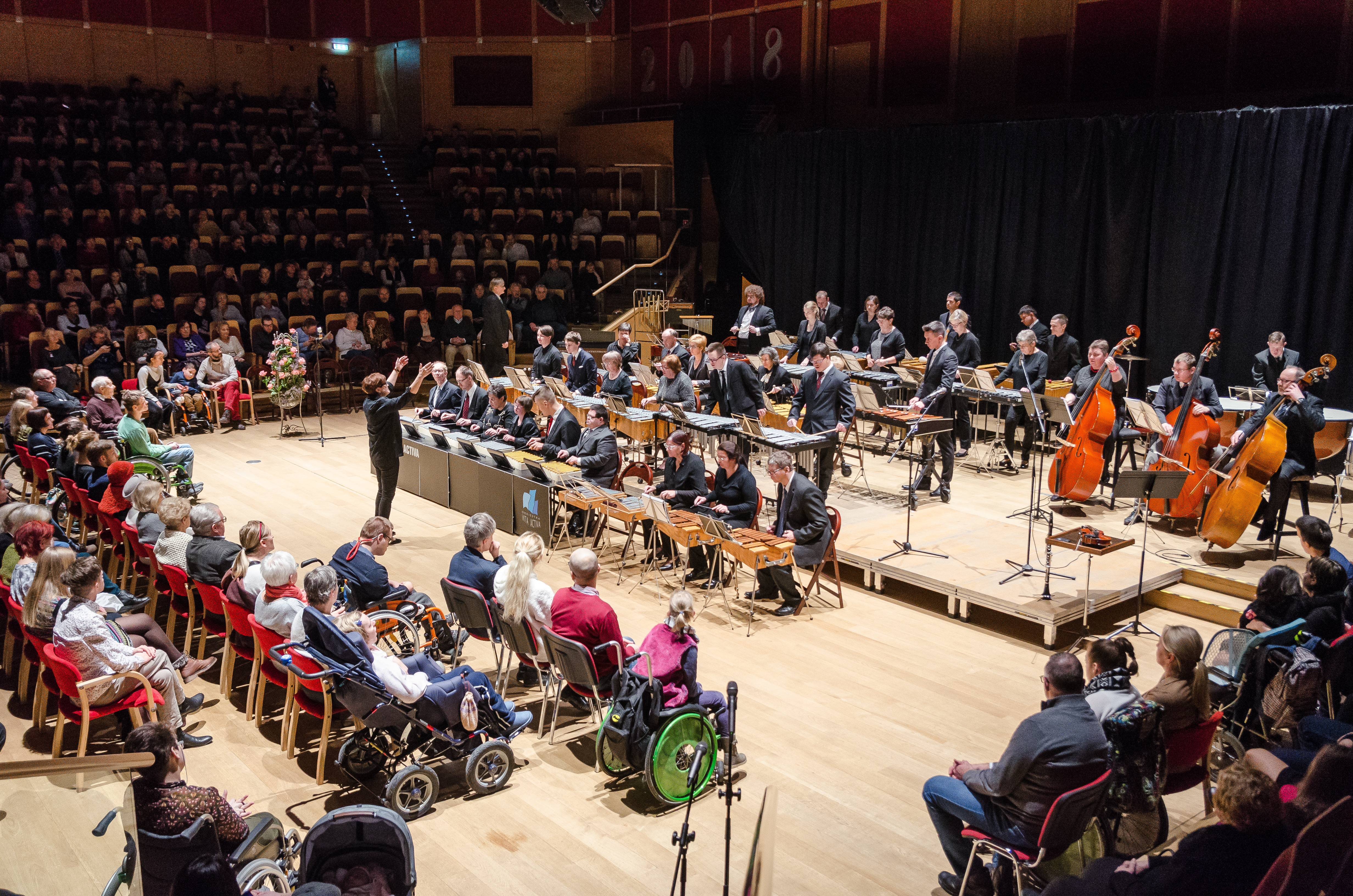
Orkiestra Vita Activa – XIX Koncert Noworoczny, 6 stycznia 2019, Polska Filharmonia Bałtycka w Gdańsku

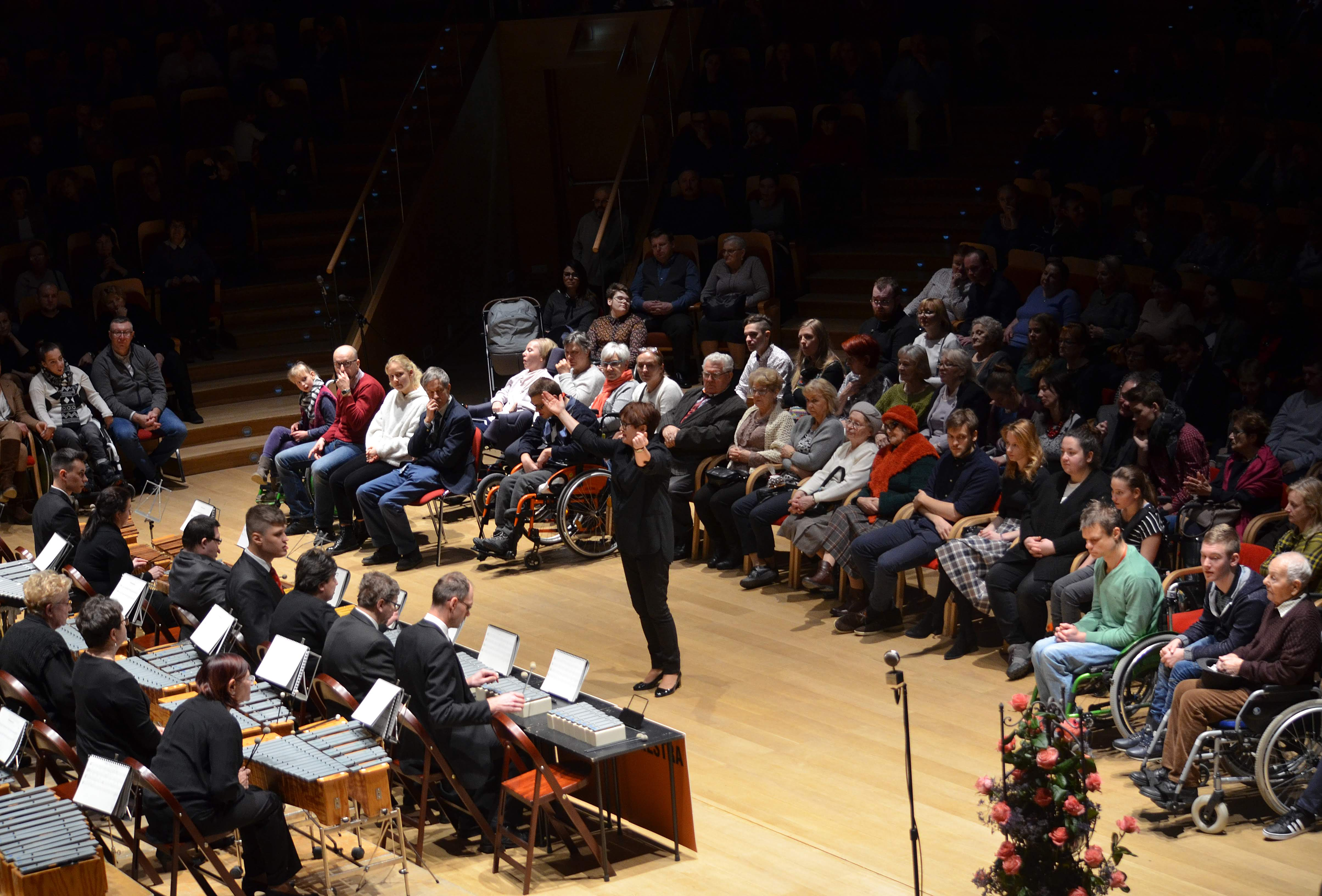
XIX Koncert Noworoczny OVA – dyrygentka Mirosława Lipińska

Orkiestra Vita Activa – orkiestra działająca od 1995 roku w Gdańsku w Polskim Stowarzyszeniu na rzecz Osób z Niepełnosprawnością Intelektualną. Członkami zespołu są osoby dorosłe z niepełnosprawnością intelektualną oraz wolontariusze.
Kierownikiem artystycznym i dyrygentem orkiestry jest Mirosława Lipińska. Od 2017 roku drugim dyrygentem jest Robert Bracki. Współpraca merytoryczna i organizacyjna Ryszard Popowski.
Główne instrumentarium zespołu tworzą instrumenty perkusyjne melodyczne (ksylofony, marimba, metalofony, wibrafony), dodatkowo orkiestra wykorzystuje wiele różnych instrumentów perkusyjnych niemelodycznych. Skład zespołu uzupełniają kontrabasy i okazjonalnie instrumenty dęte. Z Orkiestrą występują soliści, zarówno wokaliści, jak i instrumentaliści, między innymi: Mariko Terashi (fortepian), Cezary Paciorek (akordeon), Dariusz Wójcik (bas), Adam Wendt (saksofon), Roman Perucki (organy). Na repertuar zespołu składają się transkrypcje utworów z muzyki światowej, między innymi: P. Czajkowskiego, E. Griega, F. Chopina, M. Musorgskiego, K. Foerstera, J. Straussa, Q. Jonesa, A. Piazolli, L. Bernsteina, S. Joplina.
W latach 1995–2019 orkiestra występowała 280 razy koncertując w 63 miastach Polski i Europy. Poza Polską wystąpiła w Niemczech, Francji, Włoszech, na Litwie i w Rosji (2019). Większość koncertów wykonywana jest na rzecz organizacji pomocowych, na przykład koncert podczas 5 Międzynarodowych Spotkań Artystycznych w Elblągu, koncert podczas uroczystości wręczenia Orderu Uśmiechu Przewodniczącej ZG Polskiego Stowarzyszenia na rzecz Osób z Niepełnosprawnością Intelektualną, Krystynie Mrugalskiej (2000), koncert w Bonn dla Organizacji Lebenshilfe, koncert w Pskowie (Rosja), pozostałe w otwartym środowisku, na przykład koncert w Dworze Artusa w Gdańsku podczas obchodów jubileuszu 30-lecia Towarzystwa Miłośników Wilna i Ziemi Wileńskiej.
Orkiestra Vita Activa jest wpisana do bazy danych Polskiego Centrum Informacji Muzycznej jako jedna z orkiestr działających w Polsce. Zespół w sposób praktyczny wdraża postanowienia Konwencji o prawach osób niepełnosprawnych, szczególnie jej artykułu 30, który między innymi stanowi o prawach osób z niepełnosprawnościami w zakresie dostępu do kultury, uczestnictwa w kulturze i jej współtworzenia.
Na bazie doświadczeń Orkiestry Vita Activa w 2009 roku powstało Europejskie Centrum Edukacji Kulturalnej Osób Niepełnosprawnych – ECEKON, ośrodek edukacji kulturalnej i animacji kultury muzycznej osób z niepełnosprawnością intelektualną.

## Nagrody
Zespół został nagrodzony Medalem Rady Miasta Gdańska – Medal Księcia Mściwoja II (2005) – „za wybitne realizowanie programu aktywacji życiowej przez muzykę osób niepełnosprawnych”, Medalem Senatu Rzeczypospolitej (2007) – „w uznaniu za całokształt dokonań i stworzenie wyjątkowej wspólnoty”. Ponadto osoby prowadzące zespół, Mirosława Lipińska i Ryszard Popowski, zostały nagrodzone Medalem Zarządu Głównego PSONI Fideliter et constanter (2003, 2011) – „w uznaniu szczególnych zasług za wieloletnią wytrwałą i wierną pracę dla dobra osób niepełnosprawnych intelektualnie”, oraz Medalem Prezydenta Miasta Gdańska (2013). W 2017 roku dyrygentka otrzymała nagrodę Prezydenta Miasta Gdańska w kategorii Przedsiębiorczość Społeczna.